# Stockerydsjön
Stockerydsjön är en sjö i Eksjö kommun i Småland och ingår i Emåns huvudavrinningsområde. Sjön är 9,5 meter djup, har en yta på 0,166 kvadratkilometer och befinner sig 223 meter över havet.

## Delavrinningsområde
Stockerydsjön ingår i det delavrinningsområde (639878-145134) som SMHI kallar för Inloppet i Hunsnäsen. Medelhöjden är 254 meter över havet och ytan är 24,91 kvadratkilometer. Det finns ett delavrinningsområde uppströms, och räknas det in blir den ackumulerade arean 48,17 kvadratkilometer. Skiverstadån som avvattnar avrinningsområdet har biflödesordning 3, vilket innebär att vattnet flödar genom totalt 3 vattendrag innan det når havet efter 190 kilometer. Delavrinningsområdet består mestadels av skog (61 %) och jordbruk (26 %). Avrinningsområdet har 0,17 kvadratkilometer vattenytor vilket ger det en sjöprocent på 0,7 %. Bebyggelsen i området täcker en yta av 0,24 kvadratkilometer eller 1 % av avrinningsområdet.